# Bivacco Oreste Bossi
Das Bivacco Oreste Bossi ist eine Biwakschachtel der Sektion Gallarate des Club Alpino Italiano (CAI) in Valtournenche im Aostatal. Sie steht oberhalb von Breuil-Cervinia am Fuß des Matterhorn-Südostgrates (Furggengrat) auf 3345 m s.l.m. Höhe.

## Geschichte
Das 1969 eingeweihte Biwak wurde nach dem 1967 in Macugnaga am Fuß des Monte Rosa verstorbenen Alpinisten Oreste Bossi benannt.

## Beschreibung
Das Biwak bietet neun Plätze im Massenlager und ist stets offen. Es gehört der Sektion Gallarate des Club Alpino Italiano.

## Zugang
Der Aufstieg zum Biwak kann von Plan Maison in etwa dreieinhalb Stunden, vom Rifugio Duca degli Abruzzi all’Oriondé in etwa zweieinhalb Stunden oder von Breuil-Cervinia in etwa viereinhalb Stunden erfolgen.

## Aufstiege
Das Biwak dient als Ausgangspunkt für den Anstieg auf das Matterhorn über den schwierigen Furggengrat. Im Verlauf der Überschreitung von Breuil-Cervinia nach Zermatt dient es als Stützpunkt.